# Рогачово (Дмитровський міський округ)
Рогачо́во (рос. Рогачёво) — село у складі Дмитровського міського округу Московської області, Росія.

## Населення
Населення — 3379 осіб (2010; 3409 у 2002).
Національний склад (станом на 2002 рік):
- росіяни — 94 %